# Ábrahám Zsuzsanna
Ábrahám Zsuzsanna (Kapuvár, 1979. május 10. –) magyar óvodapedagógus, írónő.

## Pályafutása
Idősebb fejjel, gyermekkori álom megvalósulásaként végezte el az óvodapedagógus szakot a Soproni Benedek Elek Pedagógiai Főiskolán. Szakdolgozatának írása közben kristályosodott ki benne a helyi mesék, mondák, legendák iránti tisztelet, valamint a tettvágy, hogy ezeket történeteket a helyi közösségek gyermekei minél szélesebb körben megismerhessék.

## Magánélete
Férjezett, két kislány édesanyja.

## Könyvei
- Fertő-parti mesék 1. (A Fertő tó születése; A soproni Tündérfesztivál), 2016
- Fertő-parti mesék 2. (Bodzaborda – soproni boszorkánylegenda; A soproni Boszorkány Meseösvény), 2018
- A Fertő kincse – ifjúsági kalandregény (szerzőtárs: Nagy Márta), 2019
- Kövesfalva bátor lánya, 2023

## Egyéb tevékenység
- A Soproni Parkerdő területén létesített, a Tanulmányi Erdőgazdaság (TAEG) Zrt által megvalósított Boszorkány Meseösvény ötletgazdája.
- A Sopronkövesdi Meseösvény ötletgazdája